# نظریه‌های علمی جایگزین‌شده

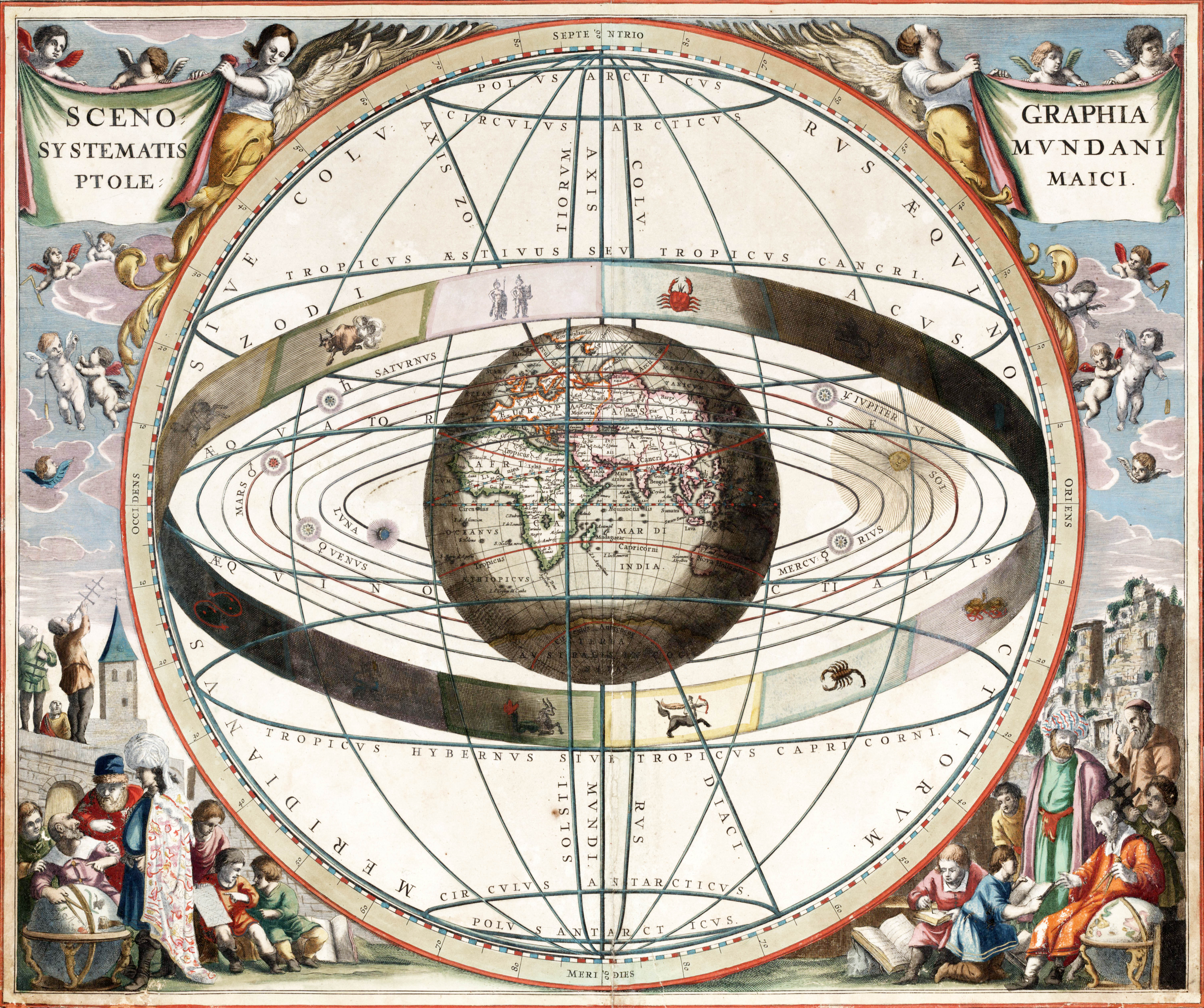
مدل ژئوسنتریک منسوخ شده که بر اساس بیشتر ادیان زمین را در مرکز جهان قرار داده است.

فرضیه علمی جایگزین‌شده یا نظریهٔ علمی منسوخ‌شده، (به انگلیسی: Superseded theories in science) نظریه علمی‌ای است که زمانی به صورت عمومی و گسترده پذیرفته‌شده بوده است، اما هم‌اکنون اشتباه‌بودن آن نمایش داده شده، یا علمی یا جریان‌های اصلی علمی آن را به عنوان کامل‌ترین توصیف آن پدیده قبول ندارند. این موضوع شامل گمانه‌زنی‌های علمی یا علوم حاشیه‌ای که در جامعهٔ علمی پشتیبانان اندکی دارند نمی‌شود. برخی از باورها که تنها توسط برخی قدرت‌های سیاسی پذیرفته‌شده بوده‌اند (مانند لیسنکوئیسم) را نیز می‌توان حاشیه‌ای یا منسوخ دانست.
در برخی موارد مشخص می‌شود که فرضیات یا مدل‌ها از ابتدا بی‌پایه بوده‌اند و به سادگی کنار زده می‌شوند، برای نمونه فلوژیستون به وسیلهٔ یک مفهوم کاملاً متفاوت از انرژی جایگزین شد.
نظریه علمی (Theory): یک تئوری علمی شامل یک یا چند فرضیه است که به وسیلهٔ آزمایش‌های پی در پی پشتیبانی شده است. نظریه، یکی از نقاط اوج در علم است که درستی آن در جوامع علمی به صورت گسترده پذیرفته شده است. یک تئوری برای اینکه تئوری باقی بماند باید هیچگاه مورد نقض شواهد جدید قرار نگیرد؛ و اگر چنین شود، آن نظریه رد می‌شود (که چنین هم می‌شود).
تئوری‌ها همچنین می‌توانند کاملتر شوند؛ یعنی تئوری قدیمی اشتباه نبوده، ولی کامل هم نبوده است. مانند:
فیزیک نیوتونی و نسبیت عام: زمانی که نیوتون تئوری گرانش (جاذبه) را کشف کرد و قوانینی را نوشت که حرکت اشیا را توضیح می‌داد، او اشتباه نمی‌کرد بلکه نظریه اش کاملاً هم درست نبود. بعدها اینشتین تئوری‌های نسبیت عام و خاص را کشف کرد که نظریه ای کاملتر برای توضیح گرانش بود. نظریات کامل می‌شوند ولی رد و کاملاً باطل نمی‌شوند برعکس مدل‌ها و فرضیات.
مواردی مانند کامل شدن نظریه ای با نظریه دیگری که بسیاری از بخش‌های مهم نظریهٔ اول را حفظ کرده است جایگزین می‌گردد؛ در این حالت اغلب نظریهٔ پیشین همچنان می‌تواند در بسیاری از موارد مفید باشد و فهم آن ساده‌تر از نظریهٔ کامل باشد و به محاسبات ساده‌تر بینجامد. برای نمونه می‌توان به نظریهٔ مکانیک کلاسیک اشاره کرد که از نظریهٔ پذیرفته‌شده کنونیِ فیزیک نسبیت تنها در حد یک فاکتور کوچک و قابل چشم‌پوشی در سرعت‌های بسیار کمتر از سرعت نور اختلاف دارد. در بیشتر موارد فیزیک نیوتونی به قدری نتایج رضایت‌بخش حاصل می‌کند که همچنان به صورت گسترده از آن در سرعت‌های نسبتاً پایین نسبت به سرعت نور استفاده می‌شود و در مدارس، مکانیک نیوتونی ساده به جای مکانیک نسبیت تدریس می‌گردد. یک نمونهٔ دیگر می‌تواند فرضیهٔ تقریباً مسطح بودن زمین باشد که با وجود اینکه قرن‌هاست اشتباه‌بودن آن در مسافت‌های طولانی اثبات شده است، اما همچنان فرض صاف بودن بخشی از سطح زمین در بسیاری از نقشه‌هایی که پهنهٔ کوچکی را پوشش می‌دهند به کار گرفته می‌شود.

## مدل‌ها و فرضیات جایگزین‌شده

### زیست‌شناسی
- نظریه خلق‌الساعه - نظریهٔ شکل‌گیری زندگی از اشیاء بی‌جان که بیان می‌داشت این پدیده روزمره و عادی است که بعدها توسط آزمایشی از لویی پاستور که نشان داد ریزاندامگان بدون دسترسی به هوای آزاد نمی‌توانند زندگی کنند، رد شد.
- تراجهش گونه‌ها،[و ۳] لامارکیسم و وراثت مشخصه‌های اکتسابی[و ۴] - که از نخستین نظریه‌های فرگشت بودند و توسط مشاهدات پشتیبانی نشدند و بعدها به وسیلهٔ نظریه‌های داروینیسم، قوانین مندل، اپی‌ژنتیک جایگزین شدند. (هرچند برخی عناصر فرگشت لامارکینی در عصر اپی‌ژنتیک در حال بازگشت هستند)
- قوانین مندل، ژن‌شناسی کلاسیک،[و ۵] نظریهٔ فامتن بوری ـ ساتن - نخستین نظریه‌های ژن‌شناسی که هرچند باطل نشده‌اند ولی به ژنتیک مولکولی پیوسته‌اند.
- تأثیر مادری[و ۶] - نظریه‌ای که بیان می‌داشت افکار مادر بر بیماری‌های مادرزادی تأثیرگذار است، اما هیچ گواه تجربی به دست نیاورد (بیشتر یک تصور بود تا نظریه) و به وسیلهٔ ژنتیک کنار زده شد. (همچنین ببینید: نقش‌پذیری ژنی، ریشه‌های جنینی بیماری‌های بزرگسالان[و ۷])
- نظریهٔ هوای مسموم در بیماری[و ۸] - نظریه‌ای که بیان می‌کند بیماری‌ها ناشی از هوای بد و مسموم هستند. شواهد تجربی نداشت و با آمدن نظریهٔ جرمی بیماری[و ۹] کنار گذاشته شد.
- پیش‌زایش،[و ۱۰] - نظریه‌ای که مطابق آن اندامگان از ابتدای حیات وجود داشته‌اند و گامتها یک نمونهٔ کوچک اما کامل از یک موجود کامل را در خود داشته‌اند. این نظریه با آمدن میکروسکوپ نتوانست شواهد تجربی به دست آورد و با آمدن زیست‌شناسی یاخته، دی‌ان‌ای و نظریه اتمی کنار گذاشته شد.
- نظریهٔ بازگشایش[و ۱۱] - نظریه‌ای که می‌گفت فردبالش[و ۱۲] بازگشایشی برای تکامل نژادی[و ۱۳] است. برای اطلاعات بیشتر قوانین رویاشناسی بایر[و ۱۴] را ببینید.
- تلگونی[و ۱۵] - نظریه‌ای که در آن فرزندان ممکن است علاوه بر ویژگی‌های پدر و مادر اصلی‌شان، ویژگی‌های همسرِ گذشتهٔ مادرشان را نیز به ارث ببرند که اغلب با نژادپرستی همراه بود.
- نظریهٔ اصالت حیات[و ۱۶] - نظریه‌ای که بیان می‌کند موجودات زنده به این خاطر زنده‌اند که «نیرویی حیات‌بخش» مستقل از مادهٔ بی‌جان این اثر را در آن‌ها ایجاد کرده است. رفته‌رفته با آمدن شیمی آلی، زیست‌شیمی و زیست‌شناسی مولکولی که نتوانستند هیچ نیروی حیات‌بخشی پیدا کنند بی‌اعتبار شد. سنتز اوره از سیانید آمونیوم توسط فریدریش وهلر تنها یکی از گام‌هایی بود که در جهت تکذیب این نظریه برداشته شد.
- نظریهٔ برخاستگی از آسیا[و ۱۷] - نظریه‌ای که می‌گفت بشر نوین در آسیا به وجود آمده است. این نظریه جای خود را به خروج از آفریقا داده است هرچند فرضیه چند ناحیه‌ای نیز طرفداران زیادی دارد.

### شیمی
- نظریه کالریک
- عناصر چهارگانه و نظریه فلوژیستون – جایگزین‌شده با کارهای لاووازیه در زمینهٔ اُکسایش
- بندهای دوم و سوم نظریهٔ اتمی دالتون
- اصالت حیات - بخش زیست‌شناسی را ببینید.

### فیزیک
- نظریهٔ گسیل بینایی[و ۱۸] - که توسط ابن‌هیثم باطل شد.
- فیزیک ارسطویی[و ۱۹] - جایگزین‌شده با مکانیک کلاسیک
- قانون شکست نورِ بطلمیوس- جایگزین‌شده با قانون اسنل
- اتر حامل نور[و ۲۰] - در آزمایش مایکلسون-مورلی مشاهده نشد و با کارهای آلبرت اینشتین رد شد.
- نظریهٔ کالریک - نظریهٔ جایگزین نظریه فلوژیستون بود که توسط لاووازیه معرفی شد و در پی کارهای بنجامین تامسون و جیمز ژول کنار گذاشته شد.
- نیروی زنده[و ۲۱] - فرمول‌بندی نخستین و ابتدایی گوتفرید لایبنیتس در مورد پایستگی انرژی
- نظریه‌های الکترواستاتیکی خالص در مورد تولید اختلاف ولتاژ
- نظریهٔ گسیلنده[و ۲۲] - یکی دیگر از نظریه‌های ردشده در مورد انتشار نور
- نظریه‌های مربوط به تکمیل نظریهٔ اتمی:
  - دموکریت - پایه‌گذار نظریهٔ اتمی که معتقد بود همه چیز از اتم‌های فناناپذیر و غیرقابل تخریب ایجاد شده است.
  - مدل تامسون برای اتم - که فرض می‌کرد پروتون و الکترون در اتم با در یک جرم مخلوط هستند.
  - مدل اتمی رادرفورد - بیان می‌کرد که اتم هسته‌ای نفوذناپذیر دارد که توسط الکترون‌ها دور زده می‌شود.
  - مدل بور - دارای اربیت‌های کوانتیده
  - ابر الکترونی - مدلی که در پی پیشرفت‌های مکانیک کوانتوم در ۱۹۲۵ میلادی و نهایتاً اوربیتال اتمی معرفی شد
- همهٔ فیزیک کلاسیک شامل مکانیک نیوتونی که جای خود را به فیزیک نسبیت دادند و مکانیک کوانتم دادند. با این وجود فیزیک کلاسیک یک حالت خاص از دو نظریهٔ جدید است و در بسیاری از موارد تقریب بسیار خوبی به‌شمار می‌رود.

### اخترشناسی و کیهان‌شناسی
- سامانهٔ بطلیموسی – جایگزین‌شده با مدل خورشیدمرکز نیکلاس کوپرنیک.
- نظریه زمین مرکزی – منسوخ‌شده توسط نیکلاس کوپرنیک
- جهان خورشیدمرکز[و ۲۳] – با مشخص‌شدن ساختار کهکشان راه شیری باطل شد. خورشیدمرکزی تنها برای منظومهٔ شمسی و تنها به صورت تقریبی به کار می‌رود، مرکز خورشید بر مرکز سنگینی سراسری منظومهٔ شمسی منطبق نیست.
- نظریه مرکزیت کوپرنیک – ردشده توسط یوهانس کپلر و آیزاک نیوتن
- قانون جهانی گرانش نیوتون – جایگزین‌شده با نسبیت عام که برای آن تقریب بسیار عالی محسوب می‌شود، مگر اینکه سرعت‌ها به سرعت نور در خلأ نزدیک شوند. آزمون‌های نسبیت عام غیرعادی نخستین مشاهداتی بود که نشان داد گرانش نیوتونی دقت کاملی ندارد.
- نظریهٔ اتر (فیزیک)
- نظریه حالت پایدار و مدل توسعه‌داده شده توسط هرمان باندی،[و ۲۴] توماس گلد،[و ۲۵] و فرد هویل که در آن انبساط جهانی در یک حالت پایدار[و ۲۶] رخ می‌دهد، و آغازی ندارد. این نظریه یکی از رقیبان مه‌بانگ بود تا اینکه شواهدی مبنی بر درستی مه‌بانگ و اشتباه‌بودن حالت پایدار یافت شد.

### جغرافیا و اقلیم
- نظریهٔ زمین تخت - در مسافت‌های کوتاه نسبت به شعاع زمین، فرض تخت بودن زمین و تصویر زمین روی یک صفحهٔ تخت برای ترسیم نقشه یک تقریب کاملاً مناسب و کاربردی به دست می‌دهد، اما در مسافت‌های بیشتر به شدت از این فرض فاصله می‌گیرد.
- نظریهٔ زمین توخالی[و ۲۷]
- دریای باز قطبی[و ۲۸] - یک دریای بدون یخ که زمانی تصور می‌شد قطب شمال را دربر گرفته است.
- باران به پیروی از گاوآهن[و ۲۹] - نظریه‌ای که می‌گفت سازه‌های بشری میزان افزایش باران در مناطق خشک را افزایش می‌دهد. (تنها تا زمانی درست است که میزان تبخیر و تعرق زمین‌های مزروعی بیش از بیابان بی‌ثمر باشد)

### زمین‌شناسی
- نظریه‌های زیر با آمدن نظریهٔ زمین‌ساخت بشقابی کنار گذاشته شدند:
  - نظریهٔ زمین بسط‌یابنده[و ۳۰]
  - نظریهٔ زمین‌ناودیس[و ۳۱]
  - نظریهٔ رانش قاره‌ای در نظریهٔ بشقاب‌های زمین‌ساختی ادغام و کنار گذاشته‌شده
- فاجعه‌انگاری[و ۳۲] - قسمت زیادی از آن با نظریهٔ یکنواختی[و ۳۳] جایگزین شد
- نپتونیسم[و ۳۴] - با پلوتونیسم[و ۳۵] جایگزین شد.

### روان‌شناسی
- تفسیرهای مبتنی بر رفتارگرایی محض در اکتساب زبان در کودکی، به وسیلهٔ سازگاری شناختی با زبان، رد و جایگزین شد.[۱]

### پزشکی
- نظریهٔ طب اخلاطی (همچنین خلط‌های چهارگانه را نیز ببینید)
- داروهای التقاطی[و ۳۶] - به شکل پزشکی جایگزین درآمدند و دیگر یک نظریهٔ علمی محسوب نمی‌شوند
- چهره‌خوانی که با جمجمه‌خوانی ارتباط دارد، بر این فرض بود که شخصیت درونی رابطهٔ نزدیکی با چهرهٔ ظاهری دارد.

### شاخه‌های منسوخ پژوهش
- کیمیا که به گسترش شیمی انجامید
- اختربینی که به گسترش اخترشناسی انجامید
- جمجمه‌خوانی که شبه‌علم به‌شمار می‌آید

### نظره‌هایی که هم‌اکنون ناکامل به‌شمار می‌آیند
در این بخش نظریه‌هایی فهرست شده‌اند دیگر کامل‌ترین توصیف واقعیت به‌شمار نمی‌آیند، اما همچنان در برخی حوزه‌ها و در شرایط خاص مفید هستند. برای برخی از این نظریه‌ها نظریهٔ کامل‌تری بیان شده اما همچنان تقریب نادقیق نتایج قابل قبولی را با محاسبات اندک به دست می‌دهد.
- متلاشی‌شدن هسته اتم در فیزیک ذرات
- مکانیک کلاسیک توسط نظریهٔ نسبیت و مکانیک کوانتوم بسط داده شد. ضرایب تصحیح مکانیک نیوتونی برای رسیدن به دقت فیزیک نسبیت و در سرعت‌های بسیار کمتر از سرعت نور، بسیار بسیار کوچک هستند و می‌توان از آن‌ها در مقیاس‌های اتمی و بزرگتر چشم‌پوشی نمود؛ مکانیک نیوتونی در مهندسی و بیشتر شرایط فیزیکی کاملاً نتایج رضایت‌بخشی دارد.
- الکترومغناطیس کلاسیک یک تقریب بسیار نزدیک به الکترودینامیک کوانتومی است، مگر در مقیاس‌های بسیار ریز یا میدان‌های بسیار ضعیف.
- مدل اتمی بور توسط مدل اتم در مکانیک کوانتمی تعمیم داده شد

## واژه‌نامه
1. ↑  Protoscience
2. ↑  Lysenkoism
3. ↑  Transmutation of species
4. ↑  inheritance of acquired characteristics
5. ↑  classical genetics
6. ↑  Maternal impression
7. ↑  fetal origins of adult disease
8. ↑  Miasma theory of disease
9. ↑  germ theory of disease
10. ↑  Preformationism
11. ↑  Recapitulation theory
12. ↑  ontogeny
13. ↑  phylogeny
14. ↑  Baer's laws of embryology
15. ↑  Telegony
16. ↑  Vitalism
17. ↑  Out of Asia theory
18. ↑  Emission theory of vision
19. ↑  Aristotelian physics
20. ↑  Luminiferous aether
21. ↑  Vis viva
22. ↑  Emitter theory
23. ↑  Heliocentric universe
24. ↑  Hermann Bondi
25. ↑  Thomas Gold
26. ↑  steady state
27. ↑  Hollow Earth
28. ↑  Open Polar Sea
29. ↑  Rain follows the plow
30. ↑  Expanding Earth theory
31. ↑  Geosyncline theory
32. ↑  Catastrophism
33. ↑  uniformitarianism
34. ↑  Neptunism
35. ↑  Plutonism
36. ↑  Eclectic Medicine